# برلینر جویس ایکس‌اف۳جی
برلینر جویس ایکس‌اف۳جی (به انگلیسی: Berliner-Joyce_XF3J) یک هواگرد ملخ‌پیشین تک‌موتوره از نوع هواپیمای جنگنده ساخت شرکت Berliner-Joyce Aircraft است. هواگرد برلینر جویس ایکس‌اف۳جی نخستین پروازش را در ۲۳ ژانویه ۱۹۳۴ میلادی انجام داد. در مجموع، تعداد ۱ فروند از این هواگرد ساخته شده‌است.